# ACMS Architekten
ACMS Architekten (Architektur-Contor Müller Schlüter) ist ein Architekturbüro mit Sitz in Wuppertal.

## Geschichte
Das Architekturbüro ACMS Architekten wurde 1998 von Michael Müller und Christian Schlüter gegründet. Neben den beiden Gründungspartnern leitet Olaf Scheinpflug seit 2015 das Büro. ACMS Architekten haben zahlreiche erste Preise in Architekturwettbewerben und Auszeichnungen für realisierte Projekte gewonnen. Spezielle inhaltliche Themen wie Ressourceneffizienz, Bauen im Bestand, Vorfertigung sowie Lehre und Forschung bilden den roten Faden, der die Arbeit des Büros verbindet.
Christian Schlüter wurde 2008 an die Hochschule Bochum an den Lehrstuhl „Nachhaltiges Bauen und Konstruieren und Bauen im Bestand“ berufen. Er ist Mitglied im Expertenkreis der Forschungsinitiative Zukunft Bau. Er wurde darüber hinaus mit Beginn des Jahres 2019 zum neuen Vorsitzenden des Gestaltungsbeirats der Stadt Dortmund berufen.
Michael Müller ist als Dozent an der Bergischen Universität Wuppertal sowie im Beirat des Forschungsprojekts „Living Lab Gebäudeperformance“ der Bergischen Universität Wuppertal tätig.
ACMS Architekten ist Gründungsmitglied der Deutschen Gesellschaft für Nachhaltiges Bauen. Das Büro errichtet seit über 20 Jahren Gebäude mit niedrigen Verbrauchswerten, sei es als Passivhäuser, KfW-55- und 40-Häuser oder anderen energetischen Standards.

## Wettbewerbserfolge (Auswahl)
- Büro- und Ausstellungsgebäude der Deutschen Bundesstiftung Umwelt, nichtoffener Wettbewerb, Osnabrück, 3. Preis[5]
- Energie-Plus-Häuser, nichtoffener Wettbewerb, Dortmund, 1. Preis[6]
- Erweiterung Stadtwerke Tübingen, offener Wettbewerb, Tübingen, 1. Preis[7]
- Landeswettbewerb NRW 2014, Campus West – Wohnen und Leben in einem Hochschulquartier, nichtoffener Wettbewerb, Aachen, Anerkennung[8]
- LernWerk Bocholt, nichtoffener Wettbewerb, Bocholt, 1. Preis[9]
- Wohnpark Friedenshöhe, geladener Wettbewerb, Wuppertal, 1. Preis[10]
- Wettbewerb „Studentisches Wohnen in Rosenheim“, nichtoffener Wettbewerb, Rosenheim, 1. Preis[11]
- Wettbewerb LWL-Freilichtmuseum Detmold, nichtoffener Wettbewerb, Detmold, 1. Preis[12]
- Wettbewerb Ludolf-Camphausen-Straße, Köln, Mehrfachbeauftragung, Köln, 1. Preis[13]
- Wettbewerb Neubau Goetheschule, Marl, nichtoffener Wettbewerb, Marl, 1. Preis[14]

## Auszeichnungen (Auswahl)

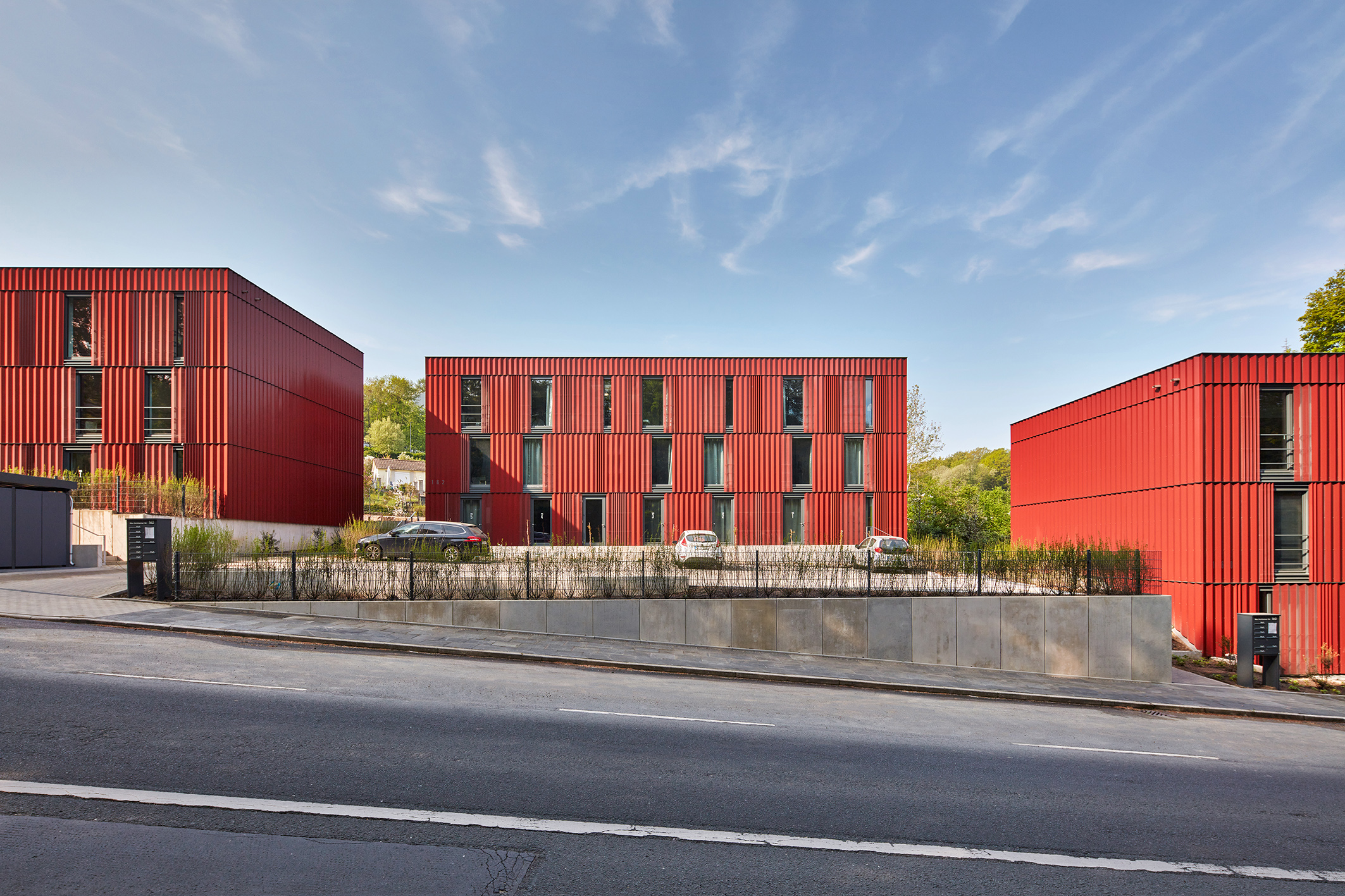
Variowohnungen Wuppertal

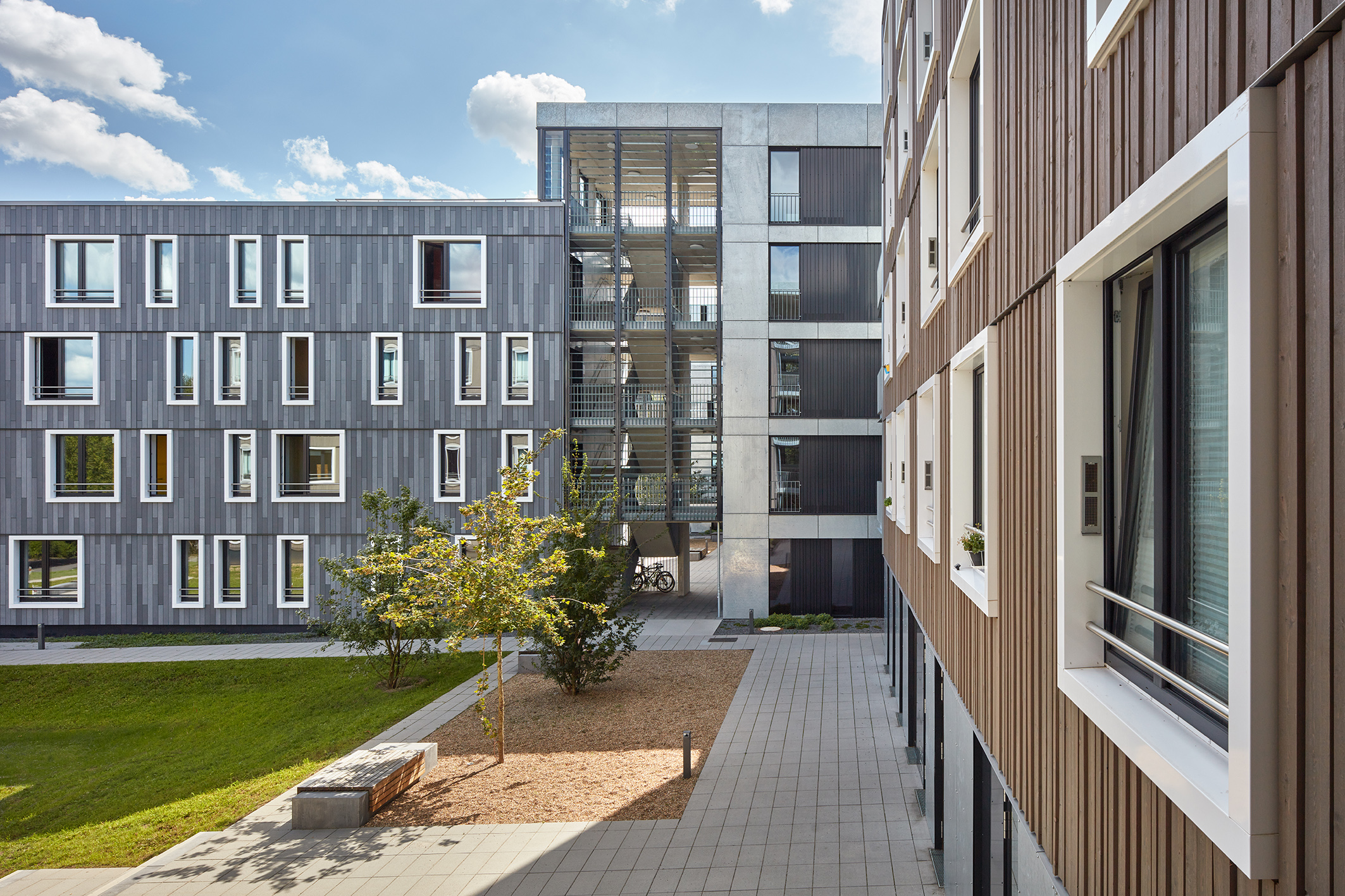
Variowohnungen Bochum

- Internationales Championat der Architekturhochschulen 1989, Frankfurt, 1. Preis und Spezialpreis der Jury (D. Mackay, Z. Hadid, R. Rogers)
- Auszeichnung guter Bauten 2000, BDA Wuppertal, Studentenwohnheim Neue Burse, Wuppertal
- Deutscher Bauherrenpreis 2002, Studentenwohnheim Neue Burse, Wuppertal[15]
- Architekturpreis Zukunft Wohnen 2004, 1. Preis, Studentenwohnheim Neue Burse, Wuppertal[16]
- Deutscher Holzbaupreis 2005, 2. Preis, Studentenwohnheim Neue Burse, Wuppertal[17]
- Auszeichnung guter Bauten 2006 BDA Wuppertal, Intensivpflegeheim Haus Vivo, Wuppertal[18]
- Landespreis für Architektur, Wohnungs- und Städtebau NRW 2008 „Energieeffizientes Bauen für die Zukunft“, Technische Betriebe, Remscheid[19]
- BMWi-Preis Energieoptimiertes Bauen 2011, Preisträger, Experimenteller Wohnungsbau Ostersiepen, Wuppertal[20]
- Deutscher Holzbaupreis 2013, Rubrik: Neubau, Anerkennung, Experimenteller Wohnungsbau Ostersiepen, Wuppertal[21]
- Deutscher Bauherrenpreis Neubau 2014, Experimenteller Wohnungsbau Ostersiepen, Wuppertal[22]
- Auszeichnung guter Bauten BDA Wuppertal 2014, Anerkennung, Experimenteller Wohnungsbau Ostersiepen, Wuppertal[23]
- Auszeichnung vorbildlicher Bauten in Nordrhein-Westfalen 2015, Rubrik: Besondere Wohnformen, Experimenteller Wohnungsbau Ostersiepen, Wuppertal[24]
- Holzbaupreis Niedersachsen 2018, Anerkennung, Studentenwohnhaus Klaus Bahlsen, Hannover[25]
- Holzbaupreis Nordrhein-Westfalen 2018, Engere Wahl, Studentenapartments Tiegelstrasse, Essen
- Deutscher Bauherrenpreis 2020, Nominiert, Studentenapartments Tiegelstrasse, Essen[26]
- Auszeichnung vorbildlicher Bauten 2020 in Nordrhein-Westfalen, Apartments für Studierende Tiegelstrasse, Essen[27]
- BDA Architekturpreis Wuppertal 2020, Auszeichnung, Variowohnungen Wuppertal[28]
- BDA Architekturpreis Essen 2020, Anerkennung, Apartments für Studierende Tiegelstrasse, Essen[29]
- BDA Architekturpreis Bochum 2020, Auszeichnung, Variowohnungen Bochum[30]
- Umweltwirtschaftspreis.NRW 2020, Nominiert, Umweltwirtschaftspreis.NRW[31]
- BDA Architekturpreis Nordrhein-Westfalen 2021, Variowohnungen Wuppertal[32]
- Green Solutions Awards Deutschland 2021, Finalist, Variowohnungen Bochum[33]
- Holzbaupreis Bayern 2022, Engere Wahl, Campus RO[34]
- Deutscher Holzbaupreis 2023, Engere Wahl, Campus RO[35]
- Balthasar Neumann Preis 2023, Campus RO[36]

## Teilnahme an Ausstellungen
- 2018: Social Habitat and Development, Bienal Panamericana de Arquitectura, Quito[37]
- 2018: Wohnen für Alle, Deutsches Architekturmuseum, Frankfurt am Main[38]
- 2019: Houston, we have a problem – Projektsammlung von 150 Visionen und Ideen, Deutsches Architektur Zentrum DAZ, Berlin